# Maigret en de zaak Saint-Fiacre
L'Affaire Saint-Fiacre (Maigret en de zaak Saint-Fiacre) is een politieroman die Georges Simenon schreef in januari 1932 tijdens een verblijf in een villa te Cap d'Antibes. Het boek werd door Fayard in februari van dat jaar gepubliceerd.
Deze roman verscheen eerst als feuilleton in het dagblad l'Union républicaine de l'Aisne.

## Bijzonderheden
L'Affaire Saint-Fiacre is om verschillende redenen bijzonder. Ten eerste omdat we commissaris Maigret zien terugkeren naar de plaats waar hij zijn jeugd doorbracht (het kasteel van Saint-Fiacre waar zijn vader als rentmeester werkte); vervolgens ook omdat hij zich in dit onderzoek, vanwege die herinneringen, laat leiden door de hoofdverdachte. 
Zoals vaker voorkomt in de verhalen van Simenon, voert hij vertegenwoordigers op uit verschillende sociale lagen van de bevolking: de verarmde aristocratie, de priester, de ambitieuze en op geld beluste rentmeester, en de 'gewone mensen'. Te midden van alles is Maigret degene die probeert te begrijpen zonder te oordelen.
Autobiografische elementen: Simenon was in de periode tussen 1923 en 1924 zelf privésecretaris van een rijke aristocraat, de Marquis de Tracy.

## Personages
- Commissaris Maigret
- Maurice de Saint-Fiacre, rentenier, vrijgezel, 30 jaar.
- Marie Vassilief, zijn minnares.
- Het slachtoffer: de gravin van Saint-Fiacre, 60 jaar.
- Jean Metayer, secretaris en minnaar van de gravin, vrijgezel, 30 jaar.
- Tallier, advocaat in Bourges, verdedigt Jean Metayer.
- Gautier, rentmeester van het Kasteel van Saint-Fiacre, gehuwd.
- Émile Gautier, zoon van de rentmeester, bankbediende in Moulins, vrijgezel, vroegere minnaar van de gravin.
- Bouchardon, dokter, boer.
- De pastoor.

## Plot
De politie van Moulins stuurt Maigret in Parijs een onrustwekkend bericht door dat ze ontvangen heeft: "Een misdaad zal worden gepleegd in de kerk van Saint-Fiacre tijdens de eerste Mis van de Dag van de Doden." Maigret gaat onmiddellijk ter plaatse. Wanneer hij de ochtendmis bijwoont, sterft de gravin van Saint-Fiacre (een fictief dorp geïnspireerd op Paray-le-Frésil) aan een hartaanval. Hoewel dokter Bouchardon dit als doodsoorzaak opgeeft, gaat het in werkelijkheid om een misdaad, begaan met behulp van een nep krantenknipsel, dat iemand in haar missaal (rooms-katholiek misboek) heeft gestopt en dat de zelfmoord van haar zoon bericht. Maigret, die in de dorpsherberg van Marie Tatin verblijft, begint de verdachten te ondervragen. Elke plaats die hij bezoekt, roept sterke herinneringen op. Een van de verdachten is de zoon van de gravin, Maurice de Saint-Fiacre, die zoals steeds diep in de schulden ten tonele verschijnt, tezamen met zijn minnares, Marie Vassilief. Andere betrokkenen zijn: Jean Metayer, secretaris en minnaar van de gravin; Gautier, de rentmeester, en zijn zoon Émile Gautier, die in de bank te Moulins werkt. De dader wordt ontmaskerd tijdens een door Maurice de Saint-Fiacre georganiseerd en georkestreerd diner waarbij iedereen die met de zaak te maken heeft is uitgenodigd.

## Verfilming
- Maigret et l'Affaire Saint-Fiacre is een Franse film van Jean Delannoy die uitgebracht werd in 1959.